# Obština Dobrič-selska
Obština Dobrič-selska (bulharsky Община Добрич-селска, používá se také dřívější název Добричка – Dobrička) je bulharská jednotka územní samosprávy v Dobričské oblasti. Leží v severovýchodním cípu Bulharska v Dolnodunajské nížině a částečně na východním úpatí Dolnodunajských vysočin. Sídlem obštiny je město Dobrič, které ovšem není součástí této obštiny, a zahrnuje 68 vesnic. Žije zde přibližně 24 tisíc stálých obyvatel.

## Sídla
| - Alcek - Batovo - Bdinci - Benkovski - Bogdan - Božurovo - Branište - Carevec - Černa - Debrene - Dobrevo - Dolina - Dončevo - Draganovo - Drjanovec - Enevo - Feldfebel Denkovo - General Kolevo - Gešanovo - Chitovo - Kamen - Karapelit - Kotlenci | - Kozlodujci - Kragulevo - Ljaskovo - Lomnica - Lovčanci - Malka Smolnica - Medovo - Metodievo - Miladinovci - Novo Botevo - Odărci - Odrinci - Opanec - Orlova Mogila - Ovčarovo - Paskalevo - Pčelino - Pčelnik - Plačidol - Pobeda - Podslon - Polkovnik Ivanovo - Polkovnik Minkovo | - Polkovnik Sveštarovo - Popgrigorovo - Prilep - Primorci - Rosenovo - Samuilovo - Slaveevo - Slivenci - Smolnica - Sokolnik - Stefan Karadža - Stefanovo - Stožer - Svoboda - Ťanevo - Vedrina - Vladimirovo - Vodňanci - Vračanci - Vratarite - Zlatija - Žitnica |

## Sousední obštiny
| Růžice kompasu | Tervel         | Krušari               | General Toševo | Růžice kompasu |
| Růžice kompasu | Nikola Kozlevo | Sever                 | Balčik         | Růžice kompasu |
| Růžice kompasu | Nikola Kozlevo | Obština Dobrič-selska | Balčik         | Růžice kompasu |
| Růžice kompasu | Nikola Kozlevo | Jih                   | Balčik         | Růžice kompasu |
| Růžice kompasu |                | Vălči Dol             | Aksakovo       | Růžice kompasu |

Mimo to sousedí s obštinou Dobrič, kterou zcela obklopuje.

## Obyvatelstvo
K 15. prosinci 2024 v obštině žilo 24 014 obyvatel a bylo zde trvale hlášeno 26 458 obyvatel. Podle sčítání 7. září 2021 bylo národnostní složení následující:
- Bulhaři: 9 581 (62.8 %)
- Turci: 2 902 (19.0 %)
- Romové: 2 313 (15.2 %)
- ostatní[p 3]: 464 (3.0 %)

V období 2011 až 2021 v obštině ubylo 1 413 obyvatel.